# 博阿迪利亚德里奥塞科
博阿迪利亚德里奥塞科，是西班牙卡斯蒂利亚-莱昂帕伦西亚省的一个市镇。 总面积51平方公里，总人口176人（2001年），人口密度3人/平方公里。